# Kęstutis Čilinskas
Kęstutis Čilinskas (* 8. Januar 1946 in Šiauliai, Litauische SSR; † 20. Mai 2011 in Vilnius) war ein litauischer Rechtsanwalt, Menschenrechtler und Politiker.

## Leben
Nach dem Abitur an der Mittelschule absolvierte Kęstutis Čilinskas 1972 das Diplomstudium der Rechtswissenschaften an der Universität Vilnius.
Ab 1973 arbeitete er als Rechtsanwalt. Später gründete und leitete er eine eigene Kanzlei Advokatų K. Čilinsko ir R. Čilinskaitės kontora EX JURE mit seiner Tochter. Von 2007 bis 2008 war er Mitglied des Seimas (Tėvynės Sąjunga) und Kanzler der litauischen Regierung, Berater des Ausschusses für Menschenrechte im Seimas, Lektor an der Mykolas-Romer-Universität zu Gesetzgebungsfragen.
Daneben war er Vorstandsvorsitzender des Instituts für Menschenrechte (Žmogaus teisių stebėjimo institutas).
Mit seiner Frau Irta Emilija Čilinskienė hatte er zwei Töchter.